# ポンソ
ポンソ（伊: Ponso）は、イタリア共和国ヴェネト州パドヴァ県にある、人口約2,400人の基礎自治体（コムーネ）。

## 地理

### 位置・広がり

#### 隣接コムーネ
隣接するコムーネは以下の通り。
- ボルゴ・ヴェーネト
- サンタ・カテリーナ・デステ（カルチェリ、ヴィギッツォーロ・デステ）
- オスペダレット・エウガーネオ
- ピアチェンツァ・ダーディジェ

### 気候分類・地震分類
ポンソにおけるイタリアの気候分類 (it) および度日は、zona E, 2421 GGである。
また、イタリアの地震リスク階級 (it) では、zona 3 (sismicità bassa) に分類される。